# Amaurosi congènita de Leber
L'amaurosi congènita de Leber (ACL) és una rara malaltia ocular heretada que apareix al néixer o als primers mesos de vida.
Una forma d’ACL es va tractar amb èxit amb teràpia gènica el 2008.
Afecta aproximadament 1 de cada 40.000 nadons. L'ACL va ser descrita per primera vegada per Theodor Leber al segle xix. No s'ha de confondre amb la neuropatia òptica hereditària de Leber, que és una malaltia diferent també descrita per Theodor Leber.

## Signes i símptomes
El terme congènit fa referència a una malaltia present des del naixement (no adquirida) i l'amaurosi fa referència a una pèrdua de visió no associada a una lesió. Tanmateix, més enllà d’aquestes descripcions generals, la presentació de l'ACL pot variar, perquè està associada a múltiples gens.
L’ACL es caracteritza típicament per nistagme, respostes pupil·lars lentes o absents, i pèrdua de visió o ceguesa severa.